# Шанталь Муфф
Шанта́ль Муфф (фр. Chantal Mouffe; нар. 1943, Шарлеруа, Бельгія) — бельгійська політична філософиня, політологиня, викладачка університету та феміністична активістка.

## Життєпис
Шанталь Муфф навчалася у Левені, Парижі та Ессексі, а згодом викладала в багатьох університетах світу (в Європі, Північній та Латинській Америці). Обіймала професорські посади у Гарварді, Корнельському університеті, Принстонському університеті та в Національному центрі наукових досліджень (CNRS) у Парижі. Протягом 1989—1995 років керувала програмою в Міжнародному філософському коледжі (College International de Philosophie) у Парижі. Зараз займає посаду професорки на факультеті політики та міжнародних відношень в Університеті Вестмінстера (Велика Британія), де керує Центром досліджень демократії.
Шанталь Муфф найбільш відома внеском у розвиток Есекської школи дискурс-аналізу, а також співпрацею з Ернесто Лаклау над книгою Гегемонія та соціалістична стратегія (1984), як стала взірцем постмарксистського дослідження, що ґрунтується на теорії гегемонії Грамші, постструктуралізмі та теоріях ідентичності, які перевизначають політику лівих в термінах радикальної демократії.
Шанталь Муфф критично ставиться до концепції «деліберативної демократії» (особливо в версіях Габермаса та Роулза), вона відома критичним аналізом праць Карла Шмітта, зокрема, його концепту «політичного» (англ. the political). Радикалізацію сучасної демократії Шанталь Муфф описує в термінах «агоністичного плюралізму». Останнім часом вона стала підкреслювати радикальний потенціал художніх практик.
Шанталь Муфф одружена з політичним філософом Ернесто Лаклау, народила трьох дітей.

## Агоністична демократія
Муфф стверджує, що у суспільстві завжди присутній антагонізм. В цьому вона посилається на Карла Шмітта, який пояснював "політичне" через протиставлення "друг-ворог". Муфф теж допускає незнищенність антагоністичного аспекту конфлікту, в основі якого протиставлення "ми-вони". З іншого боку, на відміну від Шмітта, вона також допускає можливість його приборкання. Для цього вона вводить такий тип відносин, як агонізм. 
- антагонізм — ставлення, при якому сторони є одна одній ворогами, погляди яких не мають нічого спільного.
- агонізм — ставлення "ми-вони", при якому конфліктні сторони згодні в тому, що оптимального рішення їх конфлікту не існує, водночас кожна зі сторін визнає легітимність опонентки. За таких відносин конфліктні сторони переходять зі статусу ворогів у статус противників. "Це означає, що попри свою участь в конфлікті, сторони вважають себе належними до єдиного символічного простору, всередині якого і відбувається конфлікт."[8]

Таким чином, згідно з концепцією агоністичної демократії Шанталь Муфф, завдання демократії полягає в тому, щоб трансформувати антагонізм в агонізм.